# 124075 Ketelsen
124075 Ketelsen este un asteroid din centura principală de asteroizi.

## Descriere
124075 Ketelsen este un asteroid din centura principală de asteroizi. A fost descoperit pe 15 aprilie 2001 la Junk Bond Observatory de David Healy (astronom). Asteroidul prezintă o orbită caracterizată de o semiaxă mare de 3,06 ua, o excentricitate de 0,14 și o înclinație de 0,5° în raport cu ecliptica.